# SimpleXML
SimpleXML est une API destinée à simplifier la manipulation des documents XML avec PHP. Contrairement au DOM XML qui repose exclusivement sur une série de méthodes définies par le W3C, SimpleXML permet de manipuler un document XML via des fonctions avancée de programmation orientée objet pour atteindre une plus grande simplicité d'utilisation
« L'extension SimpleXML fournit des outils très simples et faciles à utiliser pour convertir du XML en un objet qui peut être manipulé avec ses propriétés et les itérateurs de tableaux. »

## Exemple
Un document XML simple :
```
 
<?xml version='1.0' standalone='yes'?>

 
<films>

  
<film>

   
<titre>
Le
 
nom
 
de
 
la
 
rose
</titre>

   
<duree>
127
 
min
</duree>

  
</film>

  
<film>

   
<titre>
Sacré
 
Graal
</titre>

   
<duree>
91
 
min
</duree>

  
</film>

  
<film>

   
<titre>
Le
 
livre
 
de
 
la
 
jungle
</titre>

   
<duree>
75
 
min
</duree>

  
</film>

 
</films>

```

En PHP :
```
 
<?php

 
 
$simpleXml
 
=
 
new
 
SimpleXMLElement
(
$chaineXml
);

 
 
// écrit "Le nom de la rose"

 
echo
 
$simpleXml
->
film
[
0
]
->
titre
;

 
 
// supprime le {{3e|film}} (la numérotation des éléments commence à 0, le troisième élément est donc numéro 2)

 
unset
(
$simpleXml
->
film
[
2
]);

 
 
// ajoute un film nommé "La liste de Schindler" (197 min)

 
$nouveauFilm
   
=
 
$simpleXml
->
addChild
(
'film'
);

 
$nouveauTitre
  
=
 
$nouveauFilm
->
addChild
(
'titre'
,
 
'La liste de Schindler'
);

 
$nouvelleDuree
 
=
 
$nouveauFilm
->
addChild
(
'duree'
,
 
'197 min'
);

  
 
// affiche le contenu de notre objet simplexml

 
print_r
(
$simpleXml
);

 
 
?>

```